# Stella Polaris (Schiff, 1927)
Die Stella Polaris war ein norwegisches Luxus-Kreuzfahrtschiff. Gebaut wurde sie 1927 für die Bergenske Dampskibsselskab (Bergen Line) von den Göteborger Götaverken (heute Götaverken Cityvarvet AB). Sie hatte Kabinen für 165 Erste-Klasse Passagiere, und ihre zwei Dieselmotoren ermöglichten eine Höchstgeschwindigkeit von 15 kn.
Nach der Besetzung Norwegens durch die Wehrmacht im Zweiten Weltkrieg wurde das luxuriös ausgestattete Schiff von der Kriegsmarine beschlagnahmt und als Wohnschiff für U-Boot-Besatzungen verwendet und lag dafür in Trondheim vor Anker. Nach Ende des Krieges wurde es erst im Lofjord interniert, dann an die Bergen Linie zurückgegeben und wieder für Kreuzfahrten eingesetzt.
1970 wurde das Schiff an die japanische Eisenbahngesellschaft Izuhakone Tetsudō verkauft. Es war danach im Hafen von Numazu an der Pier vertäut. Bis 1999 diente es als schwimmendes Hotel, bis 2005 auch als Restaurant.
2006 wollte die schwedische Petro-Fast AB die inzwischen in Scandinavia umbenannte ehemalige Stella Polaris als Hotel und Restaurant in Schweden einsetzen. Dafür sollte sie erst einmal für Reparaturen nach China geschleppt werden. Auf dem Weg dorthin sank sie am 2. September 2006 wenige Kilometer vor Wakayama (Japan). Das Wrack liegt dort in etwa 70 Meter Tiefe. Bis zu diesem Zeitpunkt war die Stella Polaris nach der Doulos das dienstälteste Kreuzfahrtschiff der Welt.